# Arghun Shah Burdalik
Arghun Shah (segles XIV - XV), dit Arghun Shah Burdalik (+1409) per ser natural de Burdalik, una vila de Transoxiana propera al Jihun (Oxus) i al peu de la muntanya de Burdalik, a la comarca de Karshi) fou un amir mongol de Tamerlà. Tot i que originari d'una zona habitada per la tribu dels Barles, mai se l'esmenta com un Barles sinó com un turcman que probablement tindria llaços amb els sanjaris.
A finals del 1370, durant la rebel·lio de Zinde Hasham Apardi, Tamerlà va enviar a Arghun Shah i Khetai Bahadur perquè marxessin immediatament amb les seves tropes a atacar al rebel i obligar-lo a restaurar tot el saqueig que havia fet; les forces timúrides es van presentar prop del riu i van disparar una pluja de fletxes; molts dels rebels en retirada es van ofegar al riu i altres van ser assassinats o ferits; el bestiar saquejat fou recuperat. Zinde Hasham va poder passar i fugir i va ser perseguit per Arghun Shah, gairebé fins a Sheburghan; però el rebel, que havia assegurat al fort, va començar a fortificar-lo; la fortalesa va quedar envoltada i Arghun Shah va demanar reforços: Timur va enviar a amir Jaku Barles amb un reforç considerable, però el hivern ja havia començat i no fou efectiu.
El 1383 es esmentat a la campanya feta al Mogolistan. El 1387, després de la campanya de Geòrgia, l'exèrcit timúrida va acampar a Shaki (Azerbaidjan) i des d'allí es van enviar destacaments a territori cristià i es van fer nous saquejos i presoners; Arghun Shah i Ramadan Khoja van operar a la província de Tengut. Tots els destacaments van retornar victoriosos al campament a Shaki, en un lloc anomenat Kambale o Kabale.
El 1392 va participar al setge de Mahanasar. L'any següent era a la campanya del Kurdistan i va arribar al campament de Tamerlà establert a Harbi, a l'altre costat del Tigris, després d'haver imposat la obediència als caps de tribu i prínceps, matant també molts àrabs, sobretot als que atacaven caravanes de pelegrins, els territoris dels quals foren saquejats. El 1394 va participar al setge i conquesta d'Amida (Armènia), sent el primer a entrar a la ciutat
El 1404 quan Timur va tornar de la campanya d'Anatòlia, Iraq i Síria, Arghun era governador de Samarcanda, càrrec que probablement ocupava des del 1399. Quan Tamerlà va sortir cap a la Xina a finals del 1404, va conservar la mateixa posició. A la mort de Tamerlà (febrer del 1405) va donar suport a la proclamació de Khalil Sultan i va tancar les portes de la ciutat a la part legitimista de l'exèrcit i a prínceps i princeses. Quan Khalil Sultan va arribar a la capital, Arghun Shah el va sortir a rebre i li va fer entrega de les claus de la ciutat, del castell i de les cadenes del tresor
El príncep Sultan Husayn s'havia retirat a territori de Xah Rukh, però sobtadament s'ho va repensar i es va presentar a Xahrisabz on fou ben acollit per Khalil Sultan que el va veure com un reforç a la seva causa. Khalil li va confiar el comandament d'unes tropes que havien d'anar a Balkh a fer el pagament convingut per la preterició dels drets de Pir Muhammad ibn Jahangir. Amb aquestes tropes va sortir de Samarcanda en direcció al Jihun acompanyat per alguns amirs entre els quals Arghun Shah, Kodadad, Mubashir, Khoja Yusuf i Timur Khoja. De camí Sultan Husayn va anunciar als amirs que es reunissin per escoltar un esdeveniment important. Els amirs es van reunir i Husayn, amb una vintena de fidels, els va fer arrestar i Khoja Yusuf i Timur Khoja foren executats al moment; als altres, que es van agenollar i van implorar tremolant, els va perdonar la vida a canvi de forts juraments de lleialtat i els va donar comandaments. Poc després va segrestar a la princesa Khanika, esposa del difunt hereu Muhammad Sultan ibn Jahangir, que es va creuar al seu camí quan anava de Samarcanda a Balkh a reunir-se amb el seu cunyat Pir Muhammad ibn Jahangir. Amb les riqueses que va arrabassar a la princesa va fer regals als amirs i als soldats, els quals van acceptar posar-se al seu costat. Amb aquestes forces es va dirigir a Samarcanda d'on es va retirar Khalil però deixant amirs als que va donar importants quantitats. Les forces de Husayn i de Khalil es van trobar en un lloc anomenat Jekdalik proper a Kish; però abans de la batalla els amirs Arghun Shah, Kodadad, Mubashir i altres es van passar a Khalil i les tropes van seguir l'exemple (15 de juliol de 1405). Sultan Husayn va fugir i Khalil va retornar a Samarcanda.
Arghun Shah va seguir servint a Khalil i fou un dels seus amirs de confiança al que va encomanar diverses tasques. El 1406 Arghun Shah fou un dels dos amirs representants de Khalil en les converses amb Xah Rukh (l'altre fou Allahdad). El 1409, quan es va revoltar Kodadad Husayni, va lluitar al costat de Khalil Sultan, fins que aquest fou fet presoner. Quan Xah Rukh va ocupar Samarcanda (1409), el va fer executar.